# 卡尼亚韦鲁埃拉斯
卡尼亚韦鲁埃拉斯，是西班牙卡斯蒂利亚-拉曼恰昆卡省的一个市镇。总面积34平方公里，总人口219人（2001年），人口密度6人/平方公里。